# Diankongou (Coalla)
Pour les articles homonymes, voir Diankongou.
Diankongou est une commune rurale située dans le département de Coalla de la province de la Gnagna dans la région de l'Est au Burkina Faso.

## Géographie
Diankongou – qui est une localité agropastorale dispersée en plusieurs centres d'habitations – se trouve à environ 10 km au sud de Coalla.

## Santé et éducation
Le centre de soins le plus proche de Diankongou est le centre de santé et de promotion sociale (CSPS) de Coalla.